# More
More (en català, 'Més') és el tercer àlbum del grup de rock progressiu britànic Pink Floyd, enregistrat l'any 1968 i editat el 1969 com a banda sonora de la pel·lícula More de Barbet Schroeder. Dita pel·lícula posa en escena un jove alemany que descobreix els plaers però també l'infern de la droga gràcies a una jove americana. Enregistrada en ple període hippie, una bona part de la pel·lícula es desenvolupa a Eivissa, lloc mític per a aquest moviment. A la coberta de l'àlbum es representa el Molí de la Mola de Formentera, on hi van residir Pau Riba i Bob Dylan.
L'àlbum fou enregistrat per Pink Floyd durant el temps lliure que els deixava la preparació del seu nou àlbum Ummagumma. El grup va compondre la música davant la versió pràcticament definitiva del film, i en total la composició i l'enregistrament es van dur a terme en tan sols vuit dies, al voltant de Nadal de 1968, als estudis Pye de Marble Arch, per una suma de 600 lliures per músic.
L'àlbum presenta una gran varietat de gèneres musicals: balades acústiques com «Cymbaline» o «Green is the Colour», temes instrumentals improvisats com «Up the Khyber», temes psicodèlics a «Dramatic Theme» i «Cirrus Minor» o també de rock dur amb «The Nile Song», variant d'«Ibiza Bar» que, contràriament al que es pot pensar, s'interpreta en una part de la pel·lícula que passa en un bar a París.

## Context
Pink Floyd va gravar diverses peces de música de cinema abans d'aquest àlbum. El desembre de 1967 van participar al Tomorrow's World de la BBC, on van tocar en un espectacle de llums, i l'any següent van gravar música instrumental per a la pel·lícula The Committee.
La pel·lícula More mostrava a un jove autoestopista a Eivissa que havia sucumbit a l'abús de l'heroïna amb escenes de festa i de consum de drogues. Per a la banda sonora, el director Barbet Schroeder va pensar ràpidament en el grup britànic i segons paraules del propi director: «Va resultar molt fàcil; m'agradaven molt, eren el meu grup preferit.»
El mes de gener de 1969 els va trucar per telèfon a Londres; el grup coneixia molt bé l'illa de Formentera, on havien estat durant l'estiu de 1968. El director comentava en una entrevista:
| «                  | Els vaig enviar la pel·lícula de 35 mm, els va agradar, vaig anar a Londres i en unes poques setmanes de treball molt intens van compondre els temes i es va realitzar la gravació de la música. | » |
| — Barbet Schroeder | |   |

En lloc de la típica música de fons, Schroeder volia que les cançons apareguessin a la pel·lícula, com si fossin un disc sonant en una festa. El grup també va especular que podrien embrancar-se en una carrera com a compositors de cinema si els seus enregistraments i directes no funcionaven. El bateria Nick Mason després va dir que la pel·lícula:
| «            | Encaixava perfectament amb algunes de les vibracions, els crits i les textures sonores que produíem regularment | » |
| — Nick Mason | |   |

## Gravació
L'àlbum es va gravar als estudis Pye Studios a Londres, a finals de gener i principis de febrer de 1969 amb l'enginyer Brian Humphries. L'àlbum va ser el primer a ser produït per Pink Floyd sense l'assistència de Norman Smith, qui va conservar un crèdit de productor executiu, i va ser el primer àlbum complet sense Syd Barrett, que havia abandonat el grup el 1968 durant la gravació del seu segon àlbum A Saucerful of Secrets. Tot i que la presència de la resta de membres és notable en moltes de les cançons, ja es comença a notar el lideratge de Roger Waters qui és l'autor en solitari de 4 dels temes.
Pink Floyd va arranjar la major part de la música en dues setmanes, amb material elaborat ràpidament i semi-improvisat. No van fer servir un estudi de doblatge a causa de les limitacions pressupostàries, i simplement van temporitzar seqüències de la pel·lícula en un cronòmetre perquè sabessin quant temps havia de durar la música. El baixista Roger Waters va escriure la majoria de les lletres durant les pauses entre la gravació de pistes secundàries. Schroeder va quedar impressionat per la rapidesa amb què el grup va crear i gravar el material. Mason i el teclista Richard Wright van escriure conjuntament l'instrumental «Up The Khyber», l'única vegada que es va acreditar a la parella com a únics cocompositors. El substitut de Barrett, David Gilmour, va encarregar-se de totes les veus principals de l'àlbum
More inclou una barreja d'estils. Cançons com «Green is the Colour» eren balades populars acústiques, un gènere que el grup no explorava sovint. L'esposa de Mason, Lindy, va tocar el penny whistle en aquest últim tema. L'àlbum també conté temes de rock dur, com «The Nile Song» i «Ibiza Bar»,, així com diversos temes instrumentals com «Quicksilver» i «Main Theme», que incloïen la seva visió experimental i d'avantguarda. «Cymbaline» va criticar la indústria musical, amb línies com ara "el vostre gestor i agent estan ocupats al telèfon / venent fotografies en color a revistes". La versió de l'àlbum és diferent a la de la pel·lícula; en aquest darrer cas, Waters canta la veu principal en lloc de Gilmour.
«Green is the Color» es va tocar en directe sovint després del llançament, com a mescla amb «Careful With That Axe, Eugene», com a part d'una composició en directe anomenada «The Journey». Va ser una peça habitual del repertori durant dos anys després. «Quicksilver» es va tocar sota el títol de «Sleeping» com a part de l'espectacle en directe de 1969 anomenat The Man, mentre que «Cymbaline» tenia el títol de «Nightmare». Aquest última cançó va continuar formant part del repertori del grup fins a finals de 1971. A les actuacions en directe, el grup deixava l'escenari a meitat de la cançó mentre el públic escoltava una cinta d'efectes de so quadrafònic, inclosos passos que circulaven pel recinte i obertura de portes. «Main Theme» es va tocar en directe durant un breu període el 1970.
Es poden escoltar dues cançons a la pel·lícula que no es van incloure al disc: «Hollywood» i «Seabirds». Aquesta últim es va publicar a The Pink Floyd Songbook el 1976. Ambdues cançons, així com dues cançons més d'aquestes sessions, «Theme (Beat Version)» i «More Blues (Alternative Version)», es van editar en la caixa recopilatòria del 2016 The Early Years 1965-1972. La col·lecció en la què apareixen aquestes pistes, 1969: Dramatis/ation, es va posar a disposició com a versió independent el 2017. «Seabirds» era una versió alternativa de «Quicksilver».

## Llançament i acollida

### Embalatge

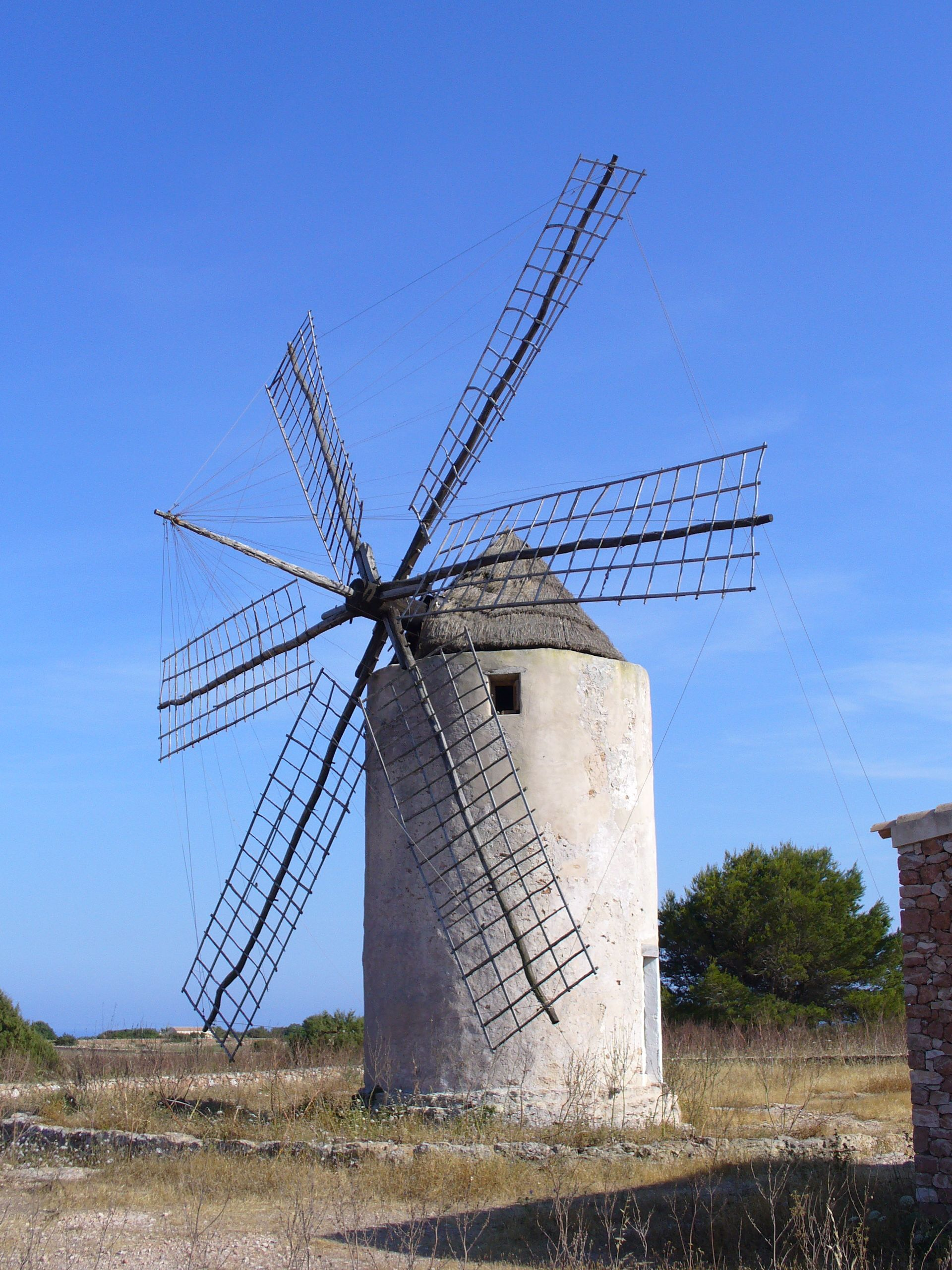
Molí Vell de La Mola a Formentera, la imatge del qual s'utilitzà en la portada de l'àlbum.

La portada de l'àlbum va ser, com A Saucerful of Secrets, dissenyada per Hipgnosis. Utilitza un pla de la pel·lícula de dos personatges jugant al voltant d'un molí de vent a Eivissa, processat en una cambra fosca per fer que sembli un viatge psicodèlic.

### Llançament i recepció
More va arribar al número 9 del Regne Unit i, un cop publicat el 1973, al número 153 als Estats Units. Aquest va ser l'últim dels tres àlbums de Pink Floyd publicats als Estats Units pel segell Tower Records de Capitol Records. «The Nile Song» es va llançar com a senzill a França, al Japó i a Nova Zelanda al mateix temps. El tema, juntament amb «Cirrus Minor», va aparèixer a la recopilació de 1971 Relics.
More va rebre valoracions mixtes de la crítica:
- Record Song Book va dir que l'àlbum era: «Sempre extremadament interessant ... amb algunes parts estranyes també.»[41]
- The Daily Telegraph va ser favorable, descrivint-lo com a: «Un àlbum que defineix la identitat instrumental experimental.»[32]
- MusicHound i Rolling Stone van ser menys positius, amb els primers que van donar a l'àlbum una valoració d'un de cinc i els últims qualificant-la com a: «Banda sonora de pel·lícula avorrida.»[34][35]

### Reedicions
El 1973 es va publicar una reedició als Estats Units sota el segell de Harvest Records. Va obtenir la certificació d'or als EUA l'11 de març de 1994. L'àlbum es va reeditar en CD el 1985, amb una versió remasteritzada digitalment l'any 1995. El 2016 es va reeditar sota el segell Pink Floyd Records.
El detall de les diferents edicions i reedicions és el següent:
- 27/06/1969:
  - LP EMI Columbia 066-04 096
  - CD EMI CDP 7 46386 2 / EAN 0077774638623
- 1969:
  - LP Columbia 072-04 096
- 01/02/2008:
  - CD EMI 5110902 (EMI) / EAN 5099951109028
- 23/09/2011:
  - Remastered Digipack - CD EMI 0289382 (EMI) / EAN 5099902893822
- 03/06/2016:
  - LP Parlophone 2564649317 (Warner) / EAN 0825646493173

Aquesta última reedició forma part de la reintroducció del catàleg de Pink Floyd en vinil, editant-se en primer lloc el 3 de juny de 2016 els 4 discs primers discs de la banda: The Piper at the Gates of Dawn, A Saucerful of Secrets, More, i els 2 LP d'Ummagumma.

### Llegat
Richie Unterberger d'AllMusic ofereix una visió general mixta, dient que les pistes clau com «Green Is The Colour» i «Cymbaline» es van convertir en peces més potents quan es reproduïen en directe.

## Llista de cançons[45]
Totes les cançons foren escrites i compostes per David Gilmour, Nick Mason, Roger Waters i Richard Wright (excepte quan es menciona). 
| Núm. | Títol | Música                                      | Durada |
| ---- | --- | ------------------------------------------- | ------ |
| 1.   | «Cirrus Minor» | Roger Waters                                | 5:18   |
| 2.   | «The Nile Song» | Roger Waters                                | 3:26   |
| 3.   | «The Crying Song» (Aquest tema mai es va tocar en concert. Comença amb un vibràfon tocat per Richard Wright; David Gilmour toca la guitarra acústica i un solo de guitarra elèctrica que acaba amb el tema propera a la línia melòdica.) | Roger Waters                                | 3:33   |
| 4.   | «Up the Khyber» (Consisteix en un llarg solo de bateria amb un joc de piano trepidant i efectes sonors. El títol fa referència al Pas de Khyber entre l'Afganistan i el Pakistan)                                                        |                                             | 2:12   |
| 5.   | «Green is the Colour» | Roger Waters                                | 2:58   |
| 6.   | «Cymbaline» | Roger Waters                                | 4:50   |
| 7.   | «Party Sequence» (Consisteix en una seqüència de percussions a partir d'uns models tribals amb una flauta que dona una línia melòdica)                                                                                                   |                                             | 1:07   |
| 8.   | «Main Theme» (Funciona com un tema de jazz amb la construcció progressiva d'una melodia a partir d'una línia de baix apuntada per un orgue.)                                                                                             |                                             | 5:28   |
| 9.   | «Ibiza Bar» (cançó molt similar a The Nile Song, també del mateix àlbum, amb la diferència que aquí hi ha més ús dels sintetitzadors i s'acosta molt al hard rock)                                                                       |                                             | 3:19   |
| 10.  | «More Blues» |                                             | 2:12   |
| 11.  | «Quicksilver» |                                             | 7:13   |
| 12.  | «A Spanish Piece» | David Gilmour                               | 1:05   |
| 13.  | «Dramatic Theme» | Roger Waters, Richard Wright, David Gilmour | 2:15   |

## Crèdits
Pink Floyd
- David Gilmour – guitarra, veu, efectes sonors
- Roger Waters – baix, veu, gong, guitarra acústica, efectes sonors
- Richard Wright – teclats, veu, sintetitzadors
- Nick Mason – bateria, percussió

Músics addicionals
- Lindy Mason – whistle[46]

Producció
- Brian Humphries – enginyer de so
- Hipgnosis – art de coberta
- James Guthrie – supervisió de la remasterització
- Joel Plante – remasterització[47][48]

## Llistes i certificacions

### Posició a les llistes
| Any  | País          | Llista                               | Posició | Setmanes |
| ---- | ------------- | ------------------------------------ | ------- | -------- |
| 1969 | França        | SNEP                                 | 2       | 44       |
| 1969 | Països Baixos | Album Top 100                        | 4       | 6        |
| 1969 | Regne Unit    | The Official UK Charts Company (OCC) | 9       | 5        |
| 1973 | Estats Units  | Billboard 200                        | 153     | 7        |
| 2011 | França        | SNEP                                 | 128     | 2        |
| 2016 | Alemanya      | FIMI                                 | 74      | 1        |
| 2016 | Itàlia        | FIMI                                 | 43      | 1        |

### Certificacions
| País   | Certificació | Vendes  | Any  |
| ------ | ------------ | ------- | ---- |
| França | Or           | 100.000 | 1977 |